# Peter Merker
Peter Paul Merker (ur. 1890, zm. ?) – zbrodniarz nazistowski, członek załogi niemieckiego obozu koncentracyjnego Buchenwald i SS-Oberscharführer.
Członek załogi Buchenwaldu od września 1939 do 27 lutego 1945. Pełnił służbę jako sierżant kompanii wartowniczej, Blockführer i komendant podobozu, w którym znajdowały się zakłady Gustloffa (od października 1943 do lutego 1945). Merker znęcał się nad więźniami na różne sposoby.
Po zakończeniu wojny zasiadł na ławie oskarżonych w procesie załogi Buchenwaldu (US vs. Josias Prince Zu Waldeck i inni) przed amerykańskim Trybunałem Wojskowym w Dachau i skazany został początkowo na karę śmierci przez powieszenie. Wyrok komisja rewizyjna zamieniła jednak na 20 lat pozbawienia wolności. W połowie lat pięćdziesiątych zwolniono go z więzienia w Landsbergu